# Zahir al-Ward
Zahir al-Ward (arab. زهير الورد) – wieś w Syrii, w muhafazie Aleppo, w dystrykcie Dżabal Siman. W 2004 roku liczyła 55 mieszkańców.